# Eudendrium sagaminum
Eudendrium sagaminum är en nässeldjursart som beskrevs av Yamada 1954. Eudendrium sagaminum ingår i släktet Eudendrium och familjen Eudendriidae. Inga underarter finns listade i Catalogue of Life.